# Villads Borchsenius
Villads Gabrielsen Borchsenius (født 2. april 1739 på Aastrup ved Roskilde, død 25. februar 1778) var en dansk præst.
Borchsenius blev student fra Slagelse Skole 1756 og tog 3 år efter attestats. 1764 blev han sognepræst for Husby menighed og prædikant til Wedellsborg kapel i Fyn. Hans navn er blevet bekendt ved hans uheldige Historisk Katekismus, indeholdende en Kristens Skilderi eller det vigtigste af den kristelige Lærdom om Sæder og Dyder (1777), som blev konfiskeret efter biskop Ramus foranstaltning strax efter dens udgivelse. Borchsenius havde vistnok de bedste hensigter med bogen, men den vidnede om en såre ringe dømmekraft og anvendte Bibelens lærdomme på en så tåbelig måde, at kirkestyrelsen kunde have god grund til at søge at hindre dens udbredelse. Forbuddet blev begrundet ved, at mange udtryk i bogen var "paradoxe, ubestemte og urigtige, saa at den hverken kan eller bør blive bekjendt in Publico"  ved kongelig resolution den 6. december 1777 (81 dage før Borchsenius dødsdag). Borchsenius var to gange gift. En datter af første ægteskab blev digteren Christian Winthers moder og biskop Rasmus Møllers anden hustru.